# Léa Camargo
Léa Camargo (San Pablo, 22 de marzo de 1933-San Pablo, 1 de abril de 2023), fue una actriz brasileña.

## Biografía
Estudió en la Escuela de Arte Dramático. Considerada una de las pioneras de la televisión brasilera. Camargo ha estado en las más diversas emisoras, destacándose principalmente en las TV Record, TV Tupi y TV Globo.

Ganadora del Premio Roquete Pinto.
Contrajo matrimonio con el actor Xandó Batista desde 1951 a 1958, y luego con Luiz Carlos Passos en 1958.
Falleció el 1 de abril de 2023 a los 90 años.

## Filmografía
- 1952: Celda de muerte.
- 1964: Está prohibido amar a Quirina. TV Excelsior
- 1965: La isla de los sueños perdidos.
- 1966: Abnegación como Magda.
- 1967: Estrellas en el Chão como Vilma. TV Tupi
- 1968: El Décimo Mandamiento.
- 1969: Ningún hombre es Dios.
- 1970: Simplemente María como Fernanda.
- 1971: Nuestra hija Gabriela como Hortência.
- 1972: Manzanilla y Bem-me-Quer  como Adelaide.
- 1973: Mujeres de Areia como Do Carmo.
- 1974: Barba Azul como Alicia.
- 1975: Oveja negra como Mafalda.
- 1977: La profeta  oomo Juana.
- 1979: El Todopoderoso. Rede Bandeirantes.
- 1982: Los Inmigrantes Tercera Generación. Léa.
- 1985: Juego de amor. SBT.
- 1992: Despedida de soltero'' como Dala (Idalina). TV Globo.
- 1996: Ángel de mí como Agripina.
- 1998: Érase una vez... como Yara.